# Delivrance
Delivrance är en udde i Antarktis. Den ligger i Västantarktis. Argentina, Chile och Storbritannien gör anspråk på området.
Terrängen inåt land är kuperad åt nordost, men åt sydväst är den platt. Havet är nära Delivrance åt sydväst. Trakten är glest befolkad. Närmaste befolkade plats är Vernadsky Station, 10,0 kilometer nordväst om Delivrance. 